# 타인호아 스타디움
타인호아 스타디움(베트남어: Sân vận động tỉnh Thanh Hóa, 베트남어: Thanh Hóa Stadium)은 베트남 타인호아에 있는 14,000명을 수용할 수 있는 다목적 경기장이다. 현재 동아 타인호아가 사용하고 있다.